# Lijst van voetbalinterlands Cuba - Mexico
Deze lijst van voetbalinterlands is een overzicht van alle officiële voetbalwedstrijden tussen de nationale teams van Cuba en Mexico. De landen speelden tot op heden dertien keer tegen elkaar, te beginnen met een kwalificatiewedstrijd voor het Wereldkampioenschap voetbal 1934 die werd gespeeld in Mexico-Stad op 4 maart 1934. Het laatste duel, een groepswedstrijd tijdens de CONCACAF Gold Cup 2019, vond plaats op 15 juni 2015 in Pasadena (Verenigde Staten).

## Wedstrijden
| №  | Plaats          | Datum             | Competitie                  | Wedstrijd     | Uitslag |
| -- | --------------- | ----------------- | --------------------------- | ------------- | ------- |
| 1  | Mexico-Stad     | 4 maart 1934      | WK 1934 kwalificatie        | Mexico – Cuba | 3 – 2   |
| 2  | Mexico-Stad     | 11 maart 1934     | WK 1934 kwalificatie        | Mexico – Cuba | 5 – 0   |
| 3  | Mexico-Stad     | 18 maart 1934     | WK 1934 kwalificatie        | Mexico – Cuba | 4 – 1   |
| 4  | San Salvador    | 30 maart 1935     | Vriendschappelijk           | Mexico – Cuba | 6 – 1   |
| 5  | Havana          | 17 juli 1947      | NAFC-kampioenschap 1947     | Cuba − Mexico | 1 − 3   |
| 6  | Mexico-Stad     | 11 september 1949 | WK 1950 kwalificatie        | Mexico – Cuba | 2 – 0   |
| 7  | Mexico-Stad     | 25 september 1949 | WK 1950 kwalificatie        | Cuba – Mexico | 0 – 3   |
| 8  | Port of Spain   | 28 november 1971  | CONCACAF-kampioenschap 1971 | Mexico – Cuba | 1 – 0   |
| 9  | Tegucigalpa     | 1 november 1981   | WK 1982 kwalificatie        | Mexico – Cuba | 4 – 0   |
| 10 | East Rutherford | 8 juni 2007       | CONCACAF Gold Cup 2007      | Mexico – Cuba | 2 – 1   |
| 11 | Charlotte       | 9 juni 2011       | CONCACAF Gold Cup 2011      | Cuba – Mexico | 0 – 5   |
| 12 | Chicago         | 9 juli 2015       | CONCACAF Gold Cup 2015      | Mexico − Cuba | 6 − 0   |
| 13 | Pasadena        | 15 juni 2019      | CONCACAF Gold Cup 2019      | Mexico − Cuba | 7 − 0   |

## Samenvatting
| Competitie         | Totaal gespeeld | Winst Cuba | Gelijk | Winst Mexico | Doelsaldo Cuba – Mexico |
| ------------------ | --------------- | ---------- | ------ | ------------ | ----------------------- |
| WK-kwalificatie    | 6               | 0          | 0      | 6            | 3 − 21                  |
| CONCACAF Gold Cup  | 5               | 0          | 0      | 5            | 1 − 21                  |
| NAFC-kampioenschap | 1               | 0          | 0      | 1            | 1 − 3                   |
| Vriendschappelijk  | 1               | 0          | 0      | 1            | 1 − 6                   |
| Totaal             | 13              | 0          | 0      | 13           | 6 − 51                  |

Wedstrijden bepaald door strafschoppen worden, in lijn met de FIFA, als een gelijkspel gerekend.

## Details

### Eerste ontmoeting
| WK 1934 kwalificatie (Mexico-Stad, Mexico, 4 maart 1934): |       |                                 |
| Mexico                                                    | 3 – 2 | Cuba                            |
| Dionisio Mejía 12' Dionisio Mejía 14' Dionisio Mejía 16'  | goals | 40' Mario López 63' Mario López |

### Tweede ontmoeting
| WK 1934 kwalificatie (Mexico-Stad, Mexico, 11 maart 1934):                               |       |      |
| Mexico                                                                                   | 5 – 0 | Cuba |
| Jorge Sota 24' Dionisio Mejía 31' Dionisio Mejía 40' Felipe Rosas 72' Dionisio Mejía 79' | goals |      |

### Derde ontmoeting
| WK 1934 kwalificatie (Mexico-Stad, Mexico, 18 maart 1934):                 |       |                 |
| Mexico                                                                     | 4 – 1 | Cuba            |
| Manuel Alonso 32' José Ruvalcaba 41' Fernando Marcos 55' Manuel Alonso 75' | goals | 15' Mario López |

### Vierde ontmoeting
| Vriendschappelijk (San Salvador, El Salvador, 30 maart 1935):                                      |       |                    |
| Mexico                                                                                             | 6 – 1 | Cuba               |
| Luis Pérez 3' Hilario López 33' Hilario López 44' Julio Lores 53' Felipe Rosas 62' Julio Lores 76' | goals | 26' Miguel Requejo |

### Twaalfde ontmoeting
| CONCACAF Gold Cup 2015 (scheidsrechter Wálter Quesada, Chicago, 9 juli 2015): |              | |
| Mexico | 6 – 0        | Cuba |
| Oribe Peralta 16' Carlos Vela 22' Oribe Peralta 36' Andrés Guardado 43' Oribe Peralta 61' Giovani dos Santos 74'                                                                       | goals        | |
| Miguel Herrera | bondscoach   | Raúl González Triana |
| Guillermo Ochoa Paul Aguilar Francisco Javier Rodríguez Diego Reyes Miguel Layún Antonio Ríos Jonathan dos Santos 56' Héctor Herrera Andrés Guardado 71' Carlos Vela 71' Oribe Peralta | opstellingen | Diosvelis Guerra Yénier Márquez 79' Jorge Luis Corrales 66' Felix Guerra Ariel Martínez Yaisnier Napoles Alberto Gómez Yasmany López Jorge Luís Clavelo Hánier Dranguet 54' Armando Coroneaux |
| Giovani dos Santos 56' Jesús Manuel Corona 71' Carlos Esquivel 71' | wissels      | 54' Darío Suárez 66' Ángel Horta 79' Dairon Pérez |

AFC · A-internationals · Bondscoaches · Cubaans vrouwenelftal · Cuba U21 · Cuba U20 · Cuba U19 · Cuba U18 · Cuba U17
1920 – 1949 ·
1950 – 1969 ·
1970 – 1979 ·
1980 – 1989 ·
1990 – 1999 ·
2000 – 2009 ·
2010 – 2019 ·
2020 − 2029
WK 1938
OS 1976 ·
OS 1980
Albanië ·
Algerije ·
Angola ·
Antigua en Barbuda ·
Aruba ·
Bahama's ·
Barbados ·
Belize ·
Bermuda ·
Bolivia ·
Britse Maagdeneilanden ·
Bulgarije ·
Canada ·
Chili ·
China ·
Colombia ·
Costa Rica ·
Curaçao ·
DDR ·
Dominica ·
Dominicaanse Republiek ·
Ecuador ·
El Salvador ·
Ghana ·
Grenada ·
Guatemala ·
Guyana ·
Haïti ·
Honduras ·
Indonesië ·
Jamaica ·
Kaaimaneilanden ·
Kameroen ·
Mexico ·
Nicaragua ·
Nederlandse Antillen ·
Panama ·
Puerto Rico ·
Roemenië ·
Saint Kitts en Nevis ·
Saint Lucia ·
Saint Vincent en de Grenadines ·
Suriname ·
Trinidad en Tobago ·
Turks en Caicoseilanden ·
Uruguay ·
Venezuela ·
Verenigde Staten ·
Zuid-Korea ·
Zweden
FMF · A-internationals · Selecties · Bondscoaches · Statistieken · Mexicaans vrouwenelftal · Olympisch elftal · Mexico U21 · Mexico U20 · Mexico U19 · Mexico U18 · Mexico U17
1920 – 1949 ·
1950 – 1969 ·
1970 – 1979 ·
1980 – 1989 ·
1990 – 1999 ·
2000 – 2009 ·
2010 – 2019 ·
2020 – 2029
Copa América 1993 ·
Copa América 1995 ·
Copa América 1997 ·
Copa América 1999 ·
Copa América 2001 ·
Copa América 2004 ·
Copa América 2007 ·
Copa América 2011 ·
Copa América 2015 · 
Copa América 2016
WK 1930 ·
WK 1950 ·
WK 1954 ·
WK 1958 ·
WK 1962 ·
WK 1966 ·
WK 1970 ·
WK 1978 ·
WK 1986 ·
WK 1994 ·
WK 1998 ·
WK 2002 ·
WK 2006 ·
WK 2010 ·
WK 2014 · 
WK 2018
OS 1928 ·
OS 1948 ·
OS 1964 ·
OS 1968 ·
OS 1972 ·
OS 1976 ·
OS 1992 ·
OS 1996 ·
OS 2004 ·
OS 2012 ·
OS 2016 ·
OS 2020
1923 ·
1924–1927 ·
1928 ·
1929 ·
1930 ·
1931–1933 ·
1934 ·
1935 ·
1936 ·
1937 ·
1938 ·
1939–1946 ·
1947 ·
1948 ·
1949 ·
1950 ·
1951 ·
1952 ·
1953 ·
1954 ·
1955 ·
1956 ·
1957 ·
1958 ·
1959 ·
1960 ·
1961 ·
1962 ·
1963 ·
1964 ·
1965 ·
1966 ·
1967 ·
1968 ·
1969 ·
1970 · 
1971 · 
1972 · 
1973 · 
1974 · 
1975 · 
1976 · 
1977 · 
1978 · 
1979 · 
1980 · 
1981 · 
1982 · 
1983 · 
1984 · 
1985 · 
1986 · 
1987 · 
1988 · 
1989 · 
1990 · 
1991 · 
1992 · 
1993 · 
1994 · 
1995 · 
1996 · 
1997 · 
1998 · 
1999 · 
2000 · 
2001 · 
2002 · 
2003 · 
2004 · 
2005 · 
2006 · 
2007 · 
2008 · 
2009 · 
2010 · 
2011 · 
2012 · 
2013 · 
2014 · 
2015 · 
2016 ·
2017 ·
2018 ·
2019 ·
2020 ·
2021 ·
2022 ·
2023
Albanië ·
Algerije ·
Angola ·
Argentinië ·
Australië ·
België ·
Belize ·
Bermuda ·
Bolivia ·
Bosnië en Herzegovina ·
Brazilië ·
Bulgarije ·
Canada ·
Chili ·
China ·
Colombia ·
Congo-Kinshasa ·
Costa Rica ·
Cuba ·
Curaçao ·
DDR ·
Denemarken ·
Dominica ·
Duitsland ·
Ecuador ·
Egypte ·
El Salvador ·
Engeland ·
Estland ·
Fiji ·
Finland ·
Frankrijk ·
Gambia ·
Ghana ·
Griekenland ·
Guatemala ·
Guyana ·
Haïti ·
Honduras ·
Hongarije ·
Ierland ·
IJsland ·
Irak ·
Iran ·
Israël ·
Italië ·
Ivoorkust ·
Jamaica ·
Japan ·
Joegoslavië ·
Kameroen ·
Kroatië ·
Liberia ·
Luxemburg ·
Marokko ·
Martinique ·
Nederland ·
Nederlandse Antillen ·
Nicaragua ·
Nieuw-Zeeland ·
Nigeria ·
Noord-Ierland ·
Noord-Korea ·
Noorwegen ·
Oekraïne ·
Oezbekistan ·
Panama ·
Paraguay ·
Peru ·
Polen ·
Portugal ·
Qatar ·
Roemenië ·
Rusland ·
Saint Kitts en Nevis ·
Saint Vincent en de Grenadines ·
Saoedi-Arabië ·
Schotland ·
Senegal ·
Servië ·
Slovenië ·
Slowakije ·
Sovjet-Unie ·
Spanje ·
Suriname ·
Trinidad en Tobago ·
Tsjechië ·
Tsjecho-Slowakije ·
Tunesië ·
Uruguay ·
Venezuela ·
Verenigde Staten ·
Wales ·
Wit-Rusland ·
Zuid-Afrika ·
Zuid-Korea ·
Zweden ·
Zwitserland
Angola (2006) ·
Argentinië (2006) ·
Brazilië (1999) ·
Brazilië (2014) ·
Brazilië (2018) ·
Duitsland (2018) ·
Frankrijk (2010) ·
Iran (2006) ·
Kameroen (2014) ·
Kroatië (2014) ·
Nederland (2014) ·
Portugal (2006) ·
Uruguay (2010) ·
Zuid-Afrika (2010) ·
Zuid-Korea (2018) ·
Zweden (2018)